# 産卵母貝
産卵母貝（さんらんぼがい）は、タナゴ亜科のバラタナゴなどが卵を産み付ける二枚貝を指す言葉。母貝（ぼがい）とも呼ばれる。

## 主な産卵母貝
カワシンジュガイ、イシガイ、マツカサガイなどの二枚貝が主な産卵母貝となる。
タイリクバラタナゴ（外来種）・・・イシガイなど
ヤリタナゴ・・・マツカサガイなど
アカヒレタビラ・・・カワシンジュガイなど